# Telemóveis
«Telemóveis» es una canción interpretada por el compositor y cantante portugués Conan Osíris. Este tema representó a Portugal en el Festival de la Canción de Eurovisión 2019 en Tel Aviv (Israel).

## Composición
«Telemóveis» fue una de las dieciséis canciones elegidas por la RTP para participar en el Festival da Canção 2019, selección nacional de Portugal para el Festival de Eurovision 2019. Los compositores, además de crear las canciones, seleccionaron a los intérpretes de los temas. Conan Osíris decidió defender la canción que él mismo había compuesto, «Telemóveis».
El vídeo musical de la canción se estrenó vía YouTube el 21 de enero de 2019. La canción se publicó en formato digital y en los servicios de streaming el 11 de febrero de 2019.

## Eurovisión

### Festival da Canção2019
Conan Osíris fue confirmado como compositor participante en el Festival da Canção 2019 el 5 de diciembre de 2018. Osíris compitió en la primera semifinal el 16 de febrero, logrando el segundo lugar con 19 puntos (ganó el televoto y finalizó cuarto en el voto del jurado). En la final, que tuvo lugar el 2 de marzo de 2019, Osíris ganó tanto el televoto como el voto del jurado, logrando la victoria con 24 puntos, y por lo tanto, el derecho de representar a Portugal en el Festival de Eurovisión 2019.
Finalmente, Portugal y su canción fueron descalificados en la primera semifinal del Festival de Eurovisión 2019 que se celebró en Israel, impidiendo su paso a la gran final que se vivió el 18 de mayo en Tel Aviv.